# 迪姆恰峰

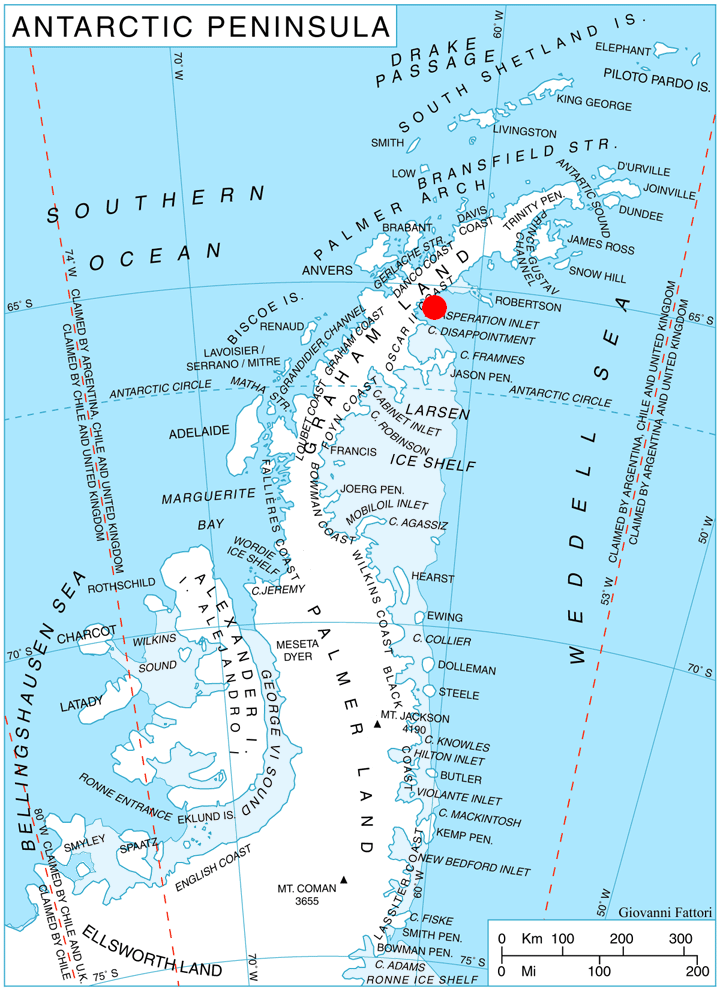

迪姆恰峰（英語：Dimcha Peak）是南極洲的山峰，位於葛拉漢地的布拉戈耶夫格勒半島，海拔高度650米，處於拉夫諾戈爾峰東南面3.55公里、懷特塞德山西南面9公里和蒂卡萊峰以北2.5公里，以保加利亞北部的鄉鎮命名。
65°10′23″S 61°47′30″W / 65.17306°S 61.79167°W

## 外部連結
- Dimcha Peak. （页面存档备份，存于） SCAR Composite Antarctic Gazetteer.